# Optime noscitis (encíclica de 1854)
Optime noscitis fue una encíclica del Papa Pío IX publicada el 20 de marzo de 1854 y dirigida al episcopado y clero de Irlanda con motivo de la decisión adoptada por los arzobispos y obispos de dicho país en el Sínodo de Thurles (1850) respecto la creación de una universidad católica. 
El pontífice recomienda en este documento un mayor compromiso del clero para operativizar dicha iniciativa.